# 天主教內維教區
天主教內維教區 （拉丁語：Dioecesis Nneviensis）是尼日利亞一個羅馬天主教教區，屬奧尼查總教區。
教區成立於2001年11月9日，位於阿南布拉州南部。2004年有教友458,302人（佔轄區人口66.7%）、五十一個堂區、162名司鐸。現任教區主教為希拉里‧保祿‧奧迪里‧奧凱凱。